# Batalla naval de Gravelinas
La batalla de Gravelinas fue un combate naval ocurrido el lunes 8 de agosto de 1588 cerca de Gravelinas, en el norte de Francia. Esta batalla fue la única relativamente importante de la expedición y supuso el fracaso de la Gran Armada. Hay que notar que el nombre de 'Armada Invencible' fue usado por los ingleses con evidente sarcasmo, pero la flota se llamaba en realidad la 'Grande y Felicísima Armada'.

## Historia: 'la empresa de Inglaterra'
En 1588 Felipe II envió contra Inglaterra una armada de ciento treinta embarcaciones y treinta mil hombres con el objetivo de atravesar el canal de la Mancha, reunirse en la costa de Flandes con un ejército mandado por el duque de Parma, invadir Inglaterra, derrocar a Isabel I, restaurar el catolicismo en la isla, además de hacer cesar tanto la piratería Inglesa sobre Hispanoamérica y sus entrometimientos en la explosiva guerra de Flandes.
Después de sobrepasar Calais el 7 de agosto cuando una escuadra inglesa a las órdenes de Francis Drake atacó a la flota comandada por Alonso Pérez de Guzmán el Bueno y Zúñiga (VII duque de Medina Sidonia) con ocho brulotes, creados por Federigo Giambelli y que ya habían sido creados y utilizados antes de forma muy efectiva por él durante el asedio de Amberes, durante la noche. Sabiendo de su efecto devastador en Amberes y de la imposibildad de detenerlos en acciones cercanas, la flota corto los cabos de las anclas, se retiró en pánico y su formación quedó por ello desorganizada.
La flota de Felipe II tuvo entonces que retirarse hacia Gravelinas, donde presentó duro combate donde ambos bandos se lanzaron de todo, desde descargas de artillería y mosquetes hasta insultos. Los españoles no tuvieron viento favorable y no pudieron organizar por lo ocurrido una formación de ataque; tampoco los ingleses diezmaron la flota en combate, ya que esta, al no poder escoltar a las tropas del duque de Parma, resolvió volver a España y para tal fin tomó rumbo norte para dar la vuelta las a islas británicas, puesto que era la única dirección con viento favorable, con el fin de circunnavegarlas y arribar al puerto de Santander en la península ibérica sin alcanzar su objetivo de derrocar a Isabel I.